# تونل هیل (جورجیا)
تونل هیل، جورجیا (به انگلیسی: Tunnel Hill, Georgia) یک شهر در ایالات متحده آمریکا با جمعیت ۸۵۶ نفر است که در جورجیا واقع شده‌است.

## موقعیت جغرافیایی
موقعیت جغرافیایی شهرها و مناطق اطراف به شرح زیر است: